# Rencontres d'Arles

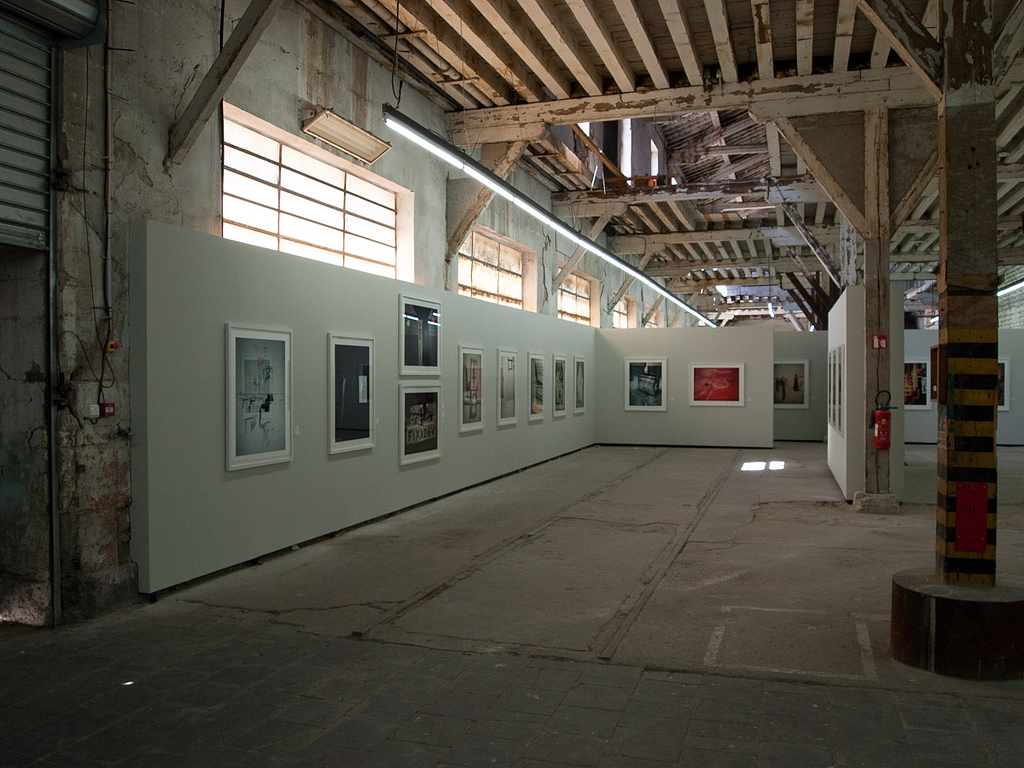
LAtelier de maintenance

I Rencontres d'Arles (precedentemente denominato Rencontres internationales de la photographie d'Arles) sono un festival di fotografia che si tiene ogni anno, tra luglio e settembre, nella cittadina di Arles, in Provenza, nel sud della Francia. 

## Storia
Il festival è stato fondato, nel 1970, dal fotografo Lucien Clergue, dallo scrittore Michel Tournier e dallo storico Jean-Maurice Rouquette.
Con una programmazione composta essenzialmente di materiale inedito, i Rencontres d'Arles hanno acquisito una notevole rilevanza internazionale. Nell'edizione del 2010 il festival ha accolto 73000 spettatori, tra i quali 11000 stranieri, 5000 professionisti e 9000 studenti.
Spesso prodotte in collaborazione con musei e altre istituzioni culturali francesi e straniere, le esibizioni sono presentate in differenti luoghi della città. Alcune mostre si svolgono in luoghi normalmente non accessibili al pubblico, come piccole cappelle medievali o complessi industriali ottocenteschi.
Numerosi fotografi sono giunti alla notorietà grazie alla partecipazione ai Rencontres d'Arles, e ciò conferma l'importanza del festival come trampolino di lancio nella fotografia e nella creatività contemporanee.